# ファウスティノ・インバリ
ファウスティノ・ファドゥト・インバリ（Faustino Fudut Imbali、1956年5月1日 - ）は、ギニアビサウの政治家。同国首相（2期、そのうち1期は後述の通り論争）や外相を歴任した。
1999年大統領選挙に独立系（無所属）候補として立候補し、8.22パーセントの得票で3位となった。クンバ・ヤラ大統領の社会革新党(PRS)が総選挙で勝利した後、2000年2月19日、インバリはカエタノ・ンチャマ首相の下で副首相（経済改革・社会再建担当）に任命された。2001年1月25日、外相に転じる。2001年3月、ンチャマがヤラ大統領によって解任されると、後継首相としてインバリが指名された。野党の反対を退け議会の賛成多数で首相就任が承認された。野党は不信任案を提出したが、後に条件付きで撤回したしかし結局のところインバリは12月に首相職を解任され、インバリはヤラを激しく非難した。これに対してヤラは、インバリの軍事費不正流用について責任を追及した。2002年4月には資金の返還か身柄拘束をほのめかした。。
2003年人民綱領党(PMP)を結成し、2005年6月19日、大統領選挙に立候補し、0.52パーセントを獲得した。
2019年10月29日、ジョゼ・マリオ・ヴァス大統領より新首相に任命されたが、前日にヴァスに首相を解任されたアリスティデス・ゴメスは異を唱え論争状態となった。同年11月8日、西アフリカ諸国経済共同体(ECOWAS)からの圧力に抗しきれず首相を辞任。